# Liste von Klarinettisten
Klarinettisten sind Musiker, die die Klarinette solo oder im Orchester spielen. Die Liste ist innerhalb der Musikrichtungen alphabetisch geordnet.

## Klassik
A
- Anders Eskil Åberg, Soloklarinettist im Opernorchester Malmö[1]
- Karl Theo Adler
- Dirk Altmann
- Armand Angster (* 1947)
- Michel Arrignon (* 1948)
- Georg Arzberger (* 1981)
- Bettina Aust (* 1988)

B
- Carl Baermann (1811–1885)
- Heinrich Joseph Baermann (1784–1847)
- Franz Joseph Bähr (1770–1819)
- Pablo Barragán (* 1987)
- Cristo Barrios (* 1976)
- Johann Joseph Beer (1744–1812)
- Mate Bekavac (* 1977)
- François Benda (* 1964)
- Wilfried Berk (* 1940)
- Heinrich Biegenzahn (* 1970)
- Kalman Bloch (1913–2009)
- Walter Boeykens (1938–2013)
- Alfred Boskovsky (1913–1990)
- Tara Bouman (* 1970)
- Lux Brahn
- Alois Brandhofer (* 1951)
- Shirley Brill (* 1982)
- Eduard Brunner (1939–2017)
- Jack Brymer (1915–2003), Soloklarinettist im Royal Philharmonic Orchestra[2]
- Nicholas Bucknall

C
- Alessandro Carbonare (* 1967)
- Ernesto Cavallini (1807–1874)
- Michael Collins
- Larry Combs
- Christopher Corbett (* 1979), Soloklarinettist des BRSO[3]

D
- Alain Damiens (* 1950)
- Eddie Daniels (* 1941)
- Gareth Davis (* 1979)
- Hans Deinzer (1934–2020)
- Renald Deppe (1955–2023)
- Fabio Di Càsola
- Jacques Di Donato (* 1942)
- Roland Diry
- László Dömötör
- Stanley Drucker (1929–2022), Soloklarinettist der New Yorker Philharmoniker[4]

E
- Odilo Ettelt
- Philippe Ehinger (* 1961)

F
- Joy Farrall
- Giora Feidman (* 1936)
- Jean-Marc Foltz (* 1968)
- Sidney Forrest (1918–2013)
- Robert Friedl (* 1963)
- Thomas Friedli
- Nikolaus Friedrich (* 1956)
- Martin Fröst (* 1970)
- Wenzel Fuchs (* 1963)

G
- Irith Gabriely (* 1950)
- Rudolf Gall (1907–1962)
- Heinrich Geuser
- Hermut Gießer
- Corrado Giuffredi
- Paul Gloger
- Johannes Gmeinder (* 1976), Professor für Klarinette an der HMT Leipzig; 1. Vorsitzender der Deutschen Klarinetten-Gesellschaft[5]
- Sabine Grofmeier (* 1973)
- Michael Gruber (* 1981), Soloklarinettist des Kärntner Sinfonieorchesters[6]

H
- Helmut Hödl, Orchester der Wiener Volksoper[7]
- Alan Hacker (1938–2012)
- Horst Hajek (1944–2013)
- Chen Halevi
- Franz Hammerla (1902–1974)
- Richard Haynes (* 1983)
- Peter Heubeck (* 1941)
- Harald Hendrichs (* 1968), Solo-Klarinettist Essener Philharmoniker
- Johann Simon Hermstedt (1778–1846)
- Kilian Herold, Professor für Klarinette an der HfM Freiburg
- Patricia Heiliger
- Hubert Hilser (* 1943), (Bass-)Klarinettist im Bayerischen Staatsorchester
- Johann Hindler (* 1951)
- Eric Hoeprich

I
- Ewald Ivanschitz (1953–2014)

J
- Nina Janßen (* 1972)
- Rudolf Jettel (1903–1981)
- Thorsten Johanns, Professor für Klarinette an der HfM Weimar
- Nicola Jürgensen (* 1975)

K
- Robert Kähm
- Sharon Kam (* 1971)
- Norbert Kaiser (* 1961)
- Sylvain Kassap (* 1956)
- Verena Kastner
- Reginald Kell
- Thea King (1925–2007)
- Franz Klein
- Christian Krech (* 1969)
- Oskar Kroll (1908–1945), Autor des Buchs Die Klarinette (hrsg. 1965)
- Dieter Klöcker (1936–2011)
- Jože Kotar
- Kari Kriikku (* 1960)
- Otto Kronthaler (* 1957)
- Marty Krystall (* 1951)
- Diethelm Kühn
- Dieter Kühr (* 1941)
- David Kweksilber (* 1973)

L
- Thomas Lampert (* 1958)
- Jean-Xavier Lefèvre (1763–1829)
- Karl Leister (* 1937)
- Manfred Lindner
- Heinz-Peter Linshalm (* 1975)
- Martin Litschgi (* 1972)
- Ralf Ludwig

M
- Wolfgang Mäder
- Ivan Mähr, ehem. Soloklarinettist im Bayerischen Staatsorchester
- Jon Manasse
- Ralph Manno (* 1964)
- Sebastian Manz (* 1986)
- Robert Marcellus (1928–1996)
- Michele Marelli (* 1978)
- Christof May (* 1970)
- Ulrich Mehlhart (* 1955)
- Andreas Merten
- Patrick Messina
- Karl Meyer
- Paul Meyer (* 1965)
- Sabine Meyer (* 1959)
- Wolfgang Meyer (1954–2019)
- Jost Michaels (1922–2004)
- Jean-Christian Michel (* 1938)
- Andy Miles (* ≈ 1964)
- Ernesto Molinari (* 1956)
- Iwan Mosgowenko (1924–2021)
- Richard Mühlfeld (1856–1907)
- Nothart Müller (* 1957), ehemaliger Soloklarinettist des NDR-Symphonieorchsters
- Rainer Müller-van Recum (* 1957 in Hannover)

N
- Theo Nabicht (* 1963)
- Charles Neidich
- Barbara Maria Neu (* 1993)
- Alexander Neubauer (* 1976), Klarinettist der Wiener Symphoniker[8][9]

O
- Kalmen Opperman
- David Orlowsky (* 1981)
- René Oswald
- Andreas Ottensamer (* 1989)
- Daniel Ottensamer (* 1986)
- Ernst Ottensamer (1955–2017)

P
- Gerald Pachinger (* 1967), 1. Klarinettist der Wiener Symphoniker[8]
- Calogero Palermo (* 1971)
- Olivier Patey
- Antony Pay (* 1945)
- Johannes Peitz
- Wolfhard Pencz (* 1957)
- Gervase de Peyer (1926–2017)
- Nicolai Pfeffer (* 1985)
- Hans Pfeifer (1934–2019)
- Julien Pontvianne (* 1983)
- Michel Portal (* 1935)
- Alfred Prinz (1930–2014)
- Ulrich Pluta

R
- Petko Radew (1933–2017)
- Paolo Ravaglia (* 1959)
- Simon Reitmaier
- Mona Matbou Riahi (* 1990)
- Peter Rieckhoff (1939–1994)
- Michael Riessler (* 1957)
- Moritz Roelcke
- Etienne Rolin (* 1952)
- Pierre-François Roussillon (1962–2025)
- Ilja Ruf (* 2001)
- Kyrill Rybakov (* 1977)

S
- Paulo Sérgio Santos
- Thomas Savy (* 1972)
- Ciro Scarponi (1950–2006)
- Andreas Schablas
- Peter W. Schatt (* 1948)
- Stefan Schilling (* 1967 in Kiel)
- Leopold Schmidl
- Peter Schmidl (1941–2025)
- Stefan Schneider (* 1964)
- Markus Schön (* 1971)
- Hans Schöneberger, Soloklarinettist im Bayerischen Staatsorchester
- Matthias Schorn (* 1982)
- Fie Schouten (* 1972)
- Karl Schütte (1891–1977)
- Gil Shaked-Agababa (* 1985)[10]
- Stephan Siegenthaler (* 1957)
- William O. Smith (1926–2020)
- Martin Spangenberg (* 1965)[11]
- Harry Sparnaay (1944–2017)
- Anton Stadler (1753–1812), hat Mozarts Klarinettenkonzert uraufgeführt
- Hans Rudolf Stalder
- Gerd Starke (1930–2019)
- Karl-Heinz Steffens (* 1961)
- Ferdinand Steiner (* 1970)
- Eberhard Steinert (Musikpädagoge)
- Suzanne Stephens (* 1946)
- Milenko Stefanović (1930–2022)
- Richard Stoltzman (* 1942)
- Harald Strebel (* 1942)
- Wolfgang Stryi (1957–2005)
- Petra Stump (* 1975)

T
- Christian Teiber (* 1975)
- Jens Thoben (* 1976)
- Annette Thomas
- Marco Thomas (* 1972)
- Ken Thomson (* 1976)

V
- Annelien Van Wauwe (* 1987)
- Jean-Claude Veilhan (* 1940)
- Hans-Werner Vogelwiesche
- Robert Vollstedt (1854–1919)

W
- Reiner Wehle (* 1954)
- Jörg Widmann (* 1973)
- Reinhard Wieser (* 1966), 1. Klarinettist der Wiener Symphoniker, Dozent an der Musik und Kunst Privatuniversität der Stadt Wien[12]
- Leopold Wlach (1902–1956), Erster Klarinettist der Wiener Philharmoniker

Y
- Michel Yost (1754–1786)

Z
- Michele Zukovsky

## Jazz
- Woody Allen (* 1935)
- James Allsopp (* 1981)
- Ulf Andersson (1940–2023)
- Armand Angster (* 1947)
- Ab Baars (* 1955)
- Rudy Balliu (* 1941)
- Pius Baumgartner (* 1967)
- Sidney Bechet (1897–1959)
- Sándor Benkó (1940–2015)
- Klaus Beyersdorff (* 1939)
- Heiko Bidmon (* 1982)
- Barney Bigard (1906–1980)
- Acker Bilk (1929–2014)
- Jean-François Bonnel (* 1959)
- Harvey Boone (≈1898–1939)
- Matthieu Bordenave (* 1983)
- Christer Bothén (* 1941)
- Willem Breuker (1944–2010)
- Owen Broder (* 1989)
- Don Byron (* 1958)
- Federico Calcagno (* 1995)
- John Carter (1929–1991)
- Xavier Charles (* 1979)
- Anat Cohen (* 1975)
- Buddy Collette (1921–2010)
- Adrian Cox (* 1983)
- Lucio Dalla (1943–2012)
- Eddie Daniels (* 1941)
- Angel Bat Dawid (* 1980)
- Buddy DeFranco (1923–2014)
- Catherine Delaunay (* 1969)
- Jacques Di Donato (* 1942)
- Johnny Dodds (1892–1940)
- Eric Dolphy (1928–1964)
- André Donni (* 1971)
- Jimmy Dorsey (1904–1957)
- Guy Dossche (1925–2016)
- Bob Driessen (* 1947)
- Paquito D’Rivera (* 1948)
- Lajos Dudas (* 1941)
- Rudolph Dunbar (1899–1988)
- Philippe Ehinger (* 1961)
- Markus Eichenberger (* 1957)
- Kai Ewans (1906–1988)
- Fernando Fantini (1929–2018)
- Irving Fazola (1912–1949)
- Jochen Feucht (* 1968)
- Robin Fincker (* 1980)
- Jean-Marc Foltz (* 1968)
- Pete Fountain (1930–2016)
- Paul Furniss (* 1944)
- Benny Gebauer (* 1939)
- Dietrich Geldern (1937–2023)
- Fatty George (1927–1982)
- Siggi Gerhard (1930–2020)
- Arun Ghosh (* ≈1976)
- Jimmy Giuffre (1921–2008)
- Vinny Golia (* 1946)
- Benny Goodman (1909–1986)
- Lars Groeneveld (* 1984)
- Mathilde Grooss Viddal (* 1969)
- Edmond Hall (1901–1967)
- Christopher Haritzer (* 1987)
- Stan Hasselgård (1922–1948)
- Isak Hedtjärn (* 1991)
- Woody Herman (1913–1987)
- Poul Hindberg (1918–1999)
- Raphael Huber (* ≈1990)
- Peanuts Hucko (1918–2003)
- Willie Humphrey (1900–1994)
- Tony Jagitsch (1948–2024)
- George James (1906–1995)
- Lennart Jansson (1932–1999)
- Bobby Jones (1928–1980)
- Theo Jörgensmann (* 1948)
- Noel Kaletsky (1937–2023)
- Bob Kaper (* 1939)
- Werner Keller (1934–2020)
- Dim Kesber (1930–2013)
- Doreen Ketchens (* 1966)
- Tobias Klein (* 1967)
- Marty Krystall (* 1951)
- Rolf Kühn (1929–2022)
- Jakob Lakner (* 1988)
- Marthe Lea (* 1990)
- Oliver Leicht (* 1969)
- Thomas L’Etienne (* 1956)
- Dan Levinson (* 1965)
- George Lewis (1900–1968)
- Giancarlo Locatelli (* 1961)
- Marcel Lüscher (* 1971)
- Glauco Masetti (1922–2001)
- Christof May (* 1970)
- Annette Maye (* 1974)
- Jason Mears (* ≈1976)
- Mezz Mezzrow (1899–1972)
- Jean-Christian Michel (* 1938)
- Eddie Miller (1911–1991)
- Jacky Milliet (1932–2024)
- Johnny Mince (1912–1994)
- Andy Miles (* ≈ 1964)
- Gabriele Mirabassi (* 1967)
- Aurora Nealand (* 1979)
- Mauro Negri (* 1966)
- Jan Morks (1925–1984)
- Jens Neufang (* 1960)
- Albert Nicholas (1900–1973)
- Jimmie Noone (1895–1944)
- Lothar Ohlmeier (* 1962)
- Élodie Pasquier (* ≈1985)
- Klaus Pehl (* 1944)
- Ken Peplowski (* 1959)
- Alphonse Picou (1878–1961)
- Michel Pilz (1945–2023)
- Vincent Pongracz (* 1985)
- Michel Portal (* 1935)
- Russell Procope (1908–1981)
- Claudio Puntin (* 1965)
- Robert Pussecker (* 1955)
- Pekka Pylkkänen (* 1964)
- Idris Rahman (* 1976)
- Horst Reipsch (1925–2015)
- Michael Riessler (* 1957)
- Perry Robinson (1938–2018)
- Leon Roppolo (1902–1943)
- Aldo Rossi (1911–1979)
- David Rothenberg (* 1962)
- Harry Roy (1900–1971)
- Stan Rubin (* 1933)
- Jean-Jacques Ruhlmann (* 1952)
- Pee Wee Russell (1906–1969)
- Tom Sancton (* 1949)
- Thomas Savy (* 1972)
- Earl Scheelar (1929–2023)
- Heinz Schellerer (1934–2000)
- Rafael Schilt (* 1979)
- Werner Schmidt (1932–2020)
- Louis Sclavis (* 1953)
- Tony Scott (1921–2007)
- Jerry Šenfluk (1946–2019)
- Matthias Seuffert (* 1971)
- Sha (* 1983)
- Artie Shaw (1910–2004)
- Jef Sicard (1944–2021)
- Omer Simeon (1902–1959)
- Alex Simu (* 1981)
- Bill Smith (1926–2020)
- Giacomo Smith (* 1987/88)
- Luboš Soukup (* 1985)
- Milenko Stefanović (1930–2022)
- Lutz Streun (* 1988)
- Jimmy Strong (1906–1977)
- Achille Succi (* 1971)
- Monty Sunshine (1928–2010)
- Ziv Taubenfeld (* 1986)
- Frank Teschemacher (1906–1932)
- Ken Thomson (* 1976)
- Claude Tissendier (* 1952)
- Rebecca Trescher (* 1986)
- Aurélie Tropez (* 1981)
- Gianluigi Trovesi (* 1944)
- Bernhard Ullrich (* 1965)
- Dick Vennik (1940–2022)
- Jeremy Viner (* 1985)
- Ove Volquartz (* 1949)
- Holger Werner (* 1981)
- Mark Weschenfelder (* 1982)
- Putte Wickman (1924–2006)
- Samantha Wright (* 1995)
- John Wurr (1940–2023)

## Weltmusik
- Kinan Azmeh (* 1976)
- Mihály Borbély (* 1956)
- Robert Friedl (* 1963)
- Arun Ghosh (* ≈1976)
- Jan Hermerschmidt (* 1966)
- Annette Maye (* 1974)
- Bernd Ruf (* 1964)
- Tony Scott (1921–2007)
- Hüsnü Şenlendirici (* 1976)

## Klezmer
- Kathie Arder
- Sam Beckerman (1883–1974)
- Sid Beckerman (1919–2007)
- Naftule Brandwein (1889–1963)
- Helmut Eisel (* 1955)
- Giora Feidman (* 1936)
- Hans Joachim Günther (* 1955)
- David Krakauer (* 1956)
- David Orlowsky (* 1981)
- Perry Robinson (1938–2018)
- Joel Rubin (* 1955)
- Dave Tarras (1897–1989)
- Harry Timmermann (* 1952)

## Choro
- Luiz Americano (1900–1960)
- Severino Araújo (1917–2012)
- Wilfried Berk (* 1940)
- Abel Ferreira (1915–1980)
- K-Ximbinho (1917–1980)
- Thomas L’Etienne (* 1956)
- Paulo Moura (1932–2010)
- Nailor Proveta
- Paulo Sérgio Santos

## Tanzmusik
- Erhard Bauschke (1912–1945)
- Lubo D’Orio (1904–1983)
- Kurt Edelhagen (1920–1982)
- Shep Fields (1910–1981)
- Freddy Gardner (1910–1950)
- Charly Gaudriot (1895–1978)
- Kurt Henkels (1910–1986)
- Jimmy Joy (1902–1962)
- James Kok (1902–1976)
- Jean Omer (1912–1994)
- Arthur Rollini (1912–1993)
- Heinz Schönberger (1926–2011)
- Phil Spitalny (1890–1970)
- Hugo Strasser (1922–2016)
- Benny de Weille (1915–1977)

## Volksmusik
- Hans Aregger (* 1930)
- Henry Arland (* 1945)
- Edi Bär (1913–2008)
- Stefan Battaglia (1911–1977)
- Pius Baumgartner (* 1967)
- Martin Beeler (1920–2008)
- Luzi Bergamin (1901–1988)
- Carlo Brunner (* 1955)
- Serkan Çağri (* 1976)
- Dumitru Fărcaș (* 1938)
- Kasi Geisser (1899–1943)
- Christopher Haritzer (* 1987)
- Domenic Janett (* 1949)
- Josias Just (* 1953)
- Ismail Lumanovski (* 1984)
- Urs Mangold (* 1954)
- Ueli Mooser (* 1944)
- Sali Okka (* 5. Oktober 1986 in Varna, Bulgarien)
- Ivo Papasov (* 1952)
- Robert Pussecker (* 1955)
- Petko Radew (1933–2017)
- Jost Ribary (1910–1971)
- Edy Wallimann (* 1946)

## Rock/Pop
- Compte Caspar
- Max Coppella
- Noah Fischer (* 1971)
- John Helliwell (* 1945)